# Trieces homonae
Trieces homonae là một loài tò vò trong họ Ichneumonidae.